# Nereo Odchimar
Nereo Page Odchimar (ur. 16 października 1940 w Bacuad, zm. 1 lutego 2024) – filipiński duchowny rzymskokatolicki, od 2001 do 2018 biskup Tandag.

## Życiorys
Święcenia kapłańskie przyjął 19 grudnia 1964. Początkowo pełnił funkcje duszpasterskie w diecezji Surigao, w 1982 przeniósł się do archidiecezji Manili, gdzie był m.in. obrońcą węzła i wykładowcą prawa kanonicznego na Uniwersytecie św. Tomasza.

### Episkopat
18 października 2001 papież Jan Paweł II mianował go biskupem diecezji Tandag. Sakry biskupiej udzielił mu 27 listopada tegoż roku ówczesny arcybiskup Manili, kard. Jaime Sin.
W latach 2009–2011 pełnił funkcję przewodniczącego Konferencji Episkopatu Filipin.
26 lutego 2018 przeszedł na emeryturę.